# Patryck de Froidmont
Patryck de Froidmont, né le 25 mars 1958 à Auderghem (province de Brabant), est un auteur de bande dessinée et artiste contemporain belge.
Explorateur en tous sens des domaines de création multiples. Il est illustrateur, dessinateur et scénariste de bande dessinée, parolier, conseiller artistique. Il s'active dans le domaine du dessin, de la peinture, de la sculpture ainsi que de la réalisation audiovisuelle et, depuis 1990, se consacre essentiellement à l’illustration et aux arts plastiques ou encore à l'écriture.

## Biographie
Patryck de Froidmont naît le 25 mars 1958 à Auderghem, une commune bruxelloise. Il suit les cours de bande dessinée de l'école d'Art de Woluwe-Saint-Pierre (région de Bruxelles-Capitale) dispensés par Guy Brasseur aux côtés de ses camarades Bernard Swysen, Philippe Tome, Janry, Stuf et Jean-Louis Boccar.
Patryck de Froidmont commence sa carrière avec Jean-Louis Boccar au début des années 1980. Ensemble, ils créent Dinguement Vôtre dans Spirou et Nos Premiers Pas (Club jeunesse du Crédit Communal, 1982) et Le P'tit Quartier De Mont-en-France dans Le Soir Illustré. Dans la plupart de leurs bandes dessinées, les artistes eux-mêmes sont les personnages principaux. Par la suite, ils réalisent des clips vidéo, entre autres pour Dire Straits, et forment le duo comique « Les Indiens ». Parallèlement, de Froidmont travaille comme scénariste avec Peter Pluut sur Victor Vitesse dans les magazines Métal hurlant en 1984 et Rigolo, un magazine de bandes dessinées publié par les éditions Les Humanoïdes associés dans les années 1980. Puis, il délaisse la bande dessinée pour se tourner d'autres formes d'art, c'est ainsi qu'en 1998, il travaille en atelier où il sculpte 
des métaphores sculpturales tout en gardant une activité de concepteur-graphiste qu'il exerce à titre alimentaire.
Un de ses personnages imaginaires, Bêteman, lui a valu une certaine notoriété pour l'humour de la création, et une notoriété journalistique lorsque DC Comics, détenteurs des droits sur Batman, l'attaqua, en vain, pour plagiat.
En février 2005, comme artiste engagé, il parraine une campagne d'Amnesty International contre les violences faites aux femmes.
En 2010, il fait partie des auteurs qui viennent en aide aux victimes du tremblement de terre en Haïti par le truchement d'une vente aux enchères au profit de la Croix-Rouge de Belgique et la même année, il réalise les prix « Mijole » décernés à Bruxelles. En décembre 2021, il réalise les trophées 2021 des Manneken-Prix, prix littéraires bruxellois.

## Œuvres

### Publications

#### Littérature
- Wati le petit nuage, Textes et dessins, Lamiroy, Bruxelles, 2016,  (ISBN 978-2-87595-068-0)
- Comique contre Pouvoir[14], éditions Lamiroy, coll. « Opuscule Hors-série #05 », Bruxelles, mai 2019, 
auteurs : collectifs, illustrateurs : Patryck de Froidmont  (ISBN 978-2-87595-209-7)Participation : Guérilla Possessive et Commando Comique.
- L'An 2000 a 20 ans[15], éditions Lamiroy, coll. « Opuscule Hors-série #07 », Bruxelles, janvier 2020, 
auteurs : collectif dont Patryck de Froidmont  (ISBN 978-2-87595-254-7)Participation : Informatique sentimentale et illustration.
- Chat Pitre[16], éditions Lamiroy, coll. « Opuscule Hors-série #09 », Bruxelles, 1er septembre 2020, 
auteurs : collectif dont Patryck de Froidmont  (ISBN 978-2-87595-366-7)Participation : Chatbadabada et illustration.
- Gainsbourg[17], éditions Lamiroy, coll. « Opuscule Hors-série #10 », Bruxelles, 1er janvier 2021, 
auteurs : collectif dont Patryck de Froidmont  (ISBN 978-2-87595-415-2)Participation : Texte et illustration.
- Les 7 Péchés capitaux[18], éditions Lamiroy, coll. « Opuscule Hors-série #11 », Bruxelles, 1er mai 2021, 
auteurs : collectif dont Patryck de Froidmont  (ISBN 978-2-87595-487-9)Participation : Les Sept Péripéties capitales et illustration.
- La Joconde[19], éditions Lamiroy coll. « Opuscule Hors-Série #12 », Bruxelles, 1er septembre 2021, 
auteurs : collectif dont Patryck de Froidmont  (ISBN 978-2-87595-534-0)Participation : Sourire bafoué et talent gâché et illustration.
- Café[20], éditions Lamiroy, coll. « Opuscule Hors-Série #13 », Bruxelles, 1er janvier 2022, 
auteurs : collectif dont Patryck de Froidmont  (ISBN 978-2-87595-611-8)Participation : La Tasse pétasse, lasse du café-frappé fêlé et illustration.
- Maman[21], Lamiroy, coll. « Opuscule Hors-Série #14 », Bruxelles, 1er mai 2022, 
auteurs : collectif dont Patryck de Froidmont  (ISBN 978-2-87595-685-9)Participation : Mère-veilleuse et illustration.
- Fantastique[22], Lamiroy, coll. « Opuscule Hors-série #15 », Bruxelles, 1er septembre 2022, 
auteurs : collectif dont Patryck de Froidmont  (ISBN 978-2-87595-743-6)Participation : Les Sept Péripéties capitales.
- Soleil[23], Lamiroy, coll. « Opuscule Hors-série #19 », Bruxelles, 1er décembre 2023, 
auteurs : collectif dont Patryck de Froidmont  (ISBN 978-2-87595-891-4)Participation : Jamais le soleil ne marche à l’ombre.

#### Albums de bande dessinée
- Nos Premiers Pas[24], Club jeunesse du Crédit Communal, Bruxelles, 1982
Scénario et dessin : Jean-Louis Boccar, Patryck de Froidmont - Couleurs : quadrichromieTirage à 1000 exemplaires et numérotés. D/1982/0348/11.
- Le Triangle ombilical[25] ; illustré par Jean-Louis Boccar ; scénario de Patryck de Froidmont. Louvain-la-Neuve, Éd. du Miroir, 1984. (OCLC 80070061)
- 1. Musk Tome 1[26],[27], Armonia, [S.l.], 1986
Scénario : Patryck de Froidmont - Dessin : Jean-Louis Boccar - Couleurs : quadrichromie -  (ISBN 2-87169-004-9) (OCLC 64379816)

#### Collectifs
- 1. C'est pas parce qu'on fait la planche[4]..., René Dalemans, Bruxelles, 1984
Scénario : collectif - Dessin : collectif dont Patryck de Froidmont - Couleurs : quadrichromieTirage à 500 exemplaires et numéroté de 1 à 500. En compagnie de Janry et Stuf.
- 2. C'est pas parce qu'on fait la planche... qu'on doit forcément faire des bulles !, Bukak, Bruxelles, 1984
Scénario : collectif - Dessin : collectif dont Patryck de Froidmont - Couleurs : quadrichromie

#### Illustrations
- Un Lion à Moscou, Textes : Maxime Lamiroy, Dessins : Patryck de Froidmont, Lamiroy, Bruxelles, octobre 2013,  (ISBN 978-2-87595-006-2)
- 11 slams, Textes : Jean-Louis Aisse, Dessins : Patryck de Froidmont, Lamiroy, Bruxelles, 1er novembre 2015,  (ISBN 978-2875950192)
- Mai 68 a 50 ans[28], Lamiroy, coll. « Opuscule Hors-série #02 », Bruxelles, Mai 2018, 
auteurs : collectif  (ISBN 978-2-87595-136-6)Participation : illustration.
- Librairie mon amour[29], Lamiroy, coll. « Opuscule Hors-série #08 », Bruxelles, 1er mai 2020, 
auteurs : collectif  (ISBN 978-2-87595-366-7)Participation : illustration.

### Expositions
- Arts Antique Auctions sur une exposition à l'Abbaye de Forest
- Métaphores Sculpturales, Galerie Marielle à Liège[30]
- L'Écho de juin 2000 et Le Matin d'août 2000 (exposition aux Cimaises Mercator)
- Le Bus qui en savait trop, exposition collective en mars 2005 à l'Abbaye de Forest[31]
- Exposition collective avec le groupe figuration libre à la ferme Hof ter Musschen, Woluwe-Saint-Lambert (avril 2005)[32]
- Métaphores Sculpturales et Paraboles Picturales, Le Soir, Bruxelles du 7 au 28 avril 2006[33].
- Exposition collective Zone de turbulences, Wolubilis (2007)[34],[35]
- Patryck de Froidmont, 7e édition du festival de bande dessinée 1200 Bulles, Wolubilis, Woluwe-Saint-Lambert, les 17 et 18 novembre 2007[36].
- 11 Slams chez Maelström, Etterbeek (Bruxelles) du 4 septembre au 11 octobre 2014[37]
- Expœphémère, exposition collective, Projet Level3, Woluwe du 30 novembre au 2 décembre 2017[1]
- Once upon a time at the BIFFF, Festival international du film fantastique de Bruxelles[38], exposition collective en 2022.

## Réception

### Hommage
Le peintre Richard Hanssens lui rend hommage en réalisant son portrait sur une huile sur toile.

### Postérité
Certaines de ses œuvres sont exposées au le Musée d'Art Fantastique de Bruxelles.

## Sources
- L'Écho de juin 2000 et Le Matin d'août 2000 (exposition aux Cimaises Mercator)

#### Livres
: document utilisé comme source pour la rédaction de cet article.
- Jacques Fiérain, « de Froidmont, Patryck », dans La BD à Bruxelles et en Brabant, Charleroi, Éd. l'Âge d'or, avril 2003, 144 p., ill. ; 31 cm (ISBN 9782960119664 et 2960119665, OCLC 470388171, présentation en ligne), p. 25
- Philippe Mellot, Michel Denni, Laurent Turpin et Isabelle Morzadec, Trésors de la bande dessinée : BDM 2021-2022 - Catalogue encyclopédique et Argus, Paris, Les Arènes, novembre 2020, 22e éd., 1700 p., ill. ; 23 cm (ISBN 9791037502582, OCLC 1240308146, présentation en ligne), p. 222, 774, 801. .